# Тимаков, Владимир Дмитриевич
Влади́мир Дми́триевич Тимако́в (1905—1977) — советский микробиолог и эпидемиолог, создатель научной школы микробиологов и генетиков, организатор системы здравоохранения. Доктор медицинских наук, академик АМН СССР и АН СССР, 5-й президент АМН СССР (1968—1977). Герой Социалистического Труда (1975).

## Биография

Могила Тимакова на Новодевичьем кладбище Москвы.

Владимир Тимаков родился 9 (22) июля 1905 года в селе Пустотино (ныне Кораблинский район, Рязанская область) в многодетной крестьянской семье. По национальности — русский. В 1922 году с отличием окончил среднюю школу, после чего работал в Пустотинской комсомольской ячейке. В 1924 году Тимаков поступил на медицинский факультет Томского университета. После его успешного окончания и получения диплома врача в 1929 году поступил в аспирантуру. С 1932 года Владимир Тимаков трудился на должности ассистента кафедры микробиологии и одновременно был заведующим отделом Томского санитарно-бактериологического института.
В 1934 году Тимаков был приглашён в Туркменский медицинский институт, где вначале работал ассистентом, а затем доцентом (с 1935 года) и заведующим кафедрой микробиологии (с 1944 года). Одновременно с 1934 по 1941 год руководил отделом Туркменского института микробиологии и эпидемиологии. В 1941 году защитил диссертацию на тему «Молочные тифозные и паратифозные вакцины» с присвоением учёной степени доктора медицинских наук.
В том же 1941 году принят в ВКП(б), назначен наркомом здравоохранения Туркменской ССР. На этой должности он трудился все трудные годы Великой Отечественной войны, вплоть до 1945 года. Под его руководством была ликвидирована вспышка острых кишечных инфекций в Красноводске среди эвакуированного населения и раненых. За годы войны силами Туркменского института микробиологии и эпидемиологии было изготовлено 11 миллионов бактериальных препаратов, 6 миллионов доз оспенного детрита и 20 видов вакцин и сывороток для нужд фронта и тыла.
После окончания войны, в 1945 году, Тимаков по предложению Академии медицинских наук СССР возглавил в Москве академический Институт эпидемиологии и микробиологии. Здесь, в составе талантливого коллектива, состоящего из таких видных учёных как Н. Ф. Гамалея, П. Ф. Здродовский, Л. А. Зильбер, за короткое время Тимакову удалось провести ряд важных теоретических и прикладных исследований по микробиологии, иммунологии и эпидемиологии. Результатом активной работы стала Сталинская премия второй степени, вручённая в 1952 году за совершенствование производства лечебно-профилактических препаратов большой группе научных сотрудников во главе с Владимиром Тимаковым.
С 1948 года — член-корреспондент, с 1952 года — действительный член (академик) АМН СССР. В 1968 году он также был избран академиком АН СССР.
Кроме научной деятельности, Тимаков находил время и для преподавательской работы. С 1949 года и до конца жизни он заведовал кафедрой микробиологии 2-го ММИ имени Н. И. Пирогова. Около 40 лет академик Тимаков преподавал микробиологию студентам. Именно он был инициатором создания во 2-м Московском медицинском институте медико-биологического факультета для подготовки врачей — биофизиков, биохимиков, биокибернетиков, а также принял непосредственное участие в создании Сибирского филиала АМН СССР.
С 1957 по 1963 годы — вице-президент Академии медицинских наук СССР. С 8 февраля 1968 года по 21 июня 1977 года — президент Академии медицинских наук СССР.
За годы научной работы опубликовал более 300 научных работ, в том числе 7 монографий и несколько учебников по микробиологии. Обобщил опыт противоэпидемической практики и выдвинул ряд принципов ликвидации инфекций. Основные научные труды Тимакова посвящены изучению проблемы изменчивости и генетики микробов, бактериофагии — формам бактерий, микоплазматологии, эпидемиологии и лабораторной диагностике инфекционных болезней, иммунологии.
Тимаков внёс весомый вклад в изучение L-форм бактерий. Так, им было установлено, что под воздействием ряда лекарств некоторые бактерии не погибают, а лишь теряют часть своей оболочки, приобретают форму шара и становятся неузнаваемыми. L-формы различных бактерий длительное время сохраняются в организме и обладают способностью вызывать хронические заболевания. Под руководством академика Тимакова в лаборатории института был изучен процесс образования L-форм бактерий, и были проведены сравнительные исследования L-форм бактерий и микоплазм. Итоги данных исследований впоследствии были обобщены и опубликованы в 3 монографиях Тимакова, которые он составил в соавторстве с Г. Я. Каган (1961, 1967, 1973). В 1974 году за эти исследования академик Тимаков совместно с Г. Я. Каган был удостоен Ленинской премии. Благодаря исследованиям Владимира Дмитриевича и его учеников создано учение об L-формах бактерий и микоплазмах, значение которых особенно велико при заболеваниях сердечно-сосудистой и нервной систем, респираторных инфекциях.
Он занимался также вопросами организации противоэпидемической службы, обосновал принципы ликвидации ряда инфекций и снижения общего уровня инфекционной заболеваемости на территории СССР. Совместно со своими учениками разработал методы фагодиагностики и фагоиндикации бактерий в окружающей среде, а также предложил методы повышения эффективности вакцин.
Был одним из академиков АН СССР, подписавших в 1973 году письмо учёных в газету «Правда» с осуждением «поведения академика А. Д. Сахарова». В письме Сахаров обвинялся в том, что он «выступил с рядом заявлений, порочащих государственный строй, внешнюю и внутреннюю политику Советского Союза», а его правозащитную деятельность академики оценивали как «порочащую честь и достоинство советского ученого».
21 июля 1975 года Указом Президиума Верховного Совета СССР за выдающиеся заслуги в развитии медицинской науки, подготовке научных кадров и в связи с семидесятилетием со дня рождения академику Владимиру Дмитриевичу Тимакову было присвоено звание Героя Социалистического Труда.
Вёл активную общественную деятельность. Избирался делегатом XXIV и XXV съездов КПСС, депутатом Совета Национальностей (от Абхазской АССР) ВC СССР 9-го созыва (1974—1979), а также городских[уточнить] и районных[каких?] Советов народных депутатов, депутатом Моссовета, членом ЦК профсоюза медицинских работников. Возглавлял комиссию по здравоохранению и социальному обеспечению Совета национальностей Верховного Совета СССР, руководил работой секции медицины Комитета по Ленинским и Государственным премиям (с 1958 по 1966 год). Долгие годы являлся главным редактором «Журнала микробиологии, эпидемиологии и иммунологии», входил в состав редколлегий ряда других журналов.
Им было создано несколько лабораторий по изучению генетики бактерий, он был одним из инициаторов организации Института медицинской генетики АМН СССР. Также Владимир Тимаков является создателем научной школы микробиологов и генетиков. Именно по его инициативе были проведены два Всесоюзных симпозиума по генетике бактерий. На третьем съезде Всероссийского общества генетиков и селекционеров в 1977 году, незадолго до собственной кончины, Тимаков сделал доклад «Генетика микроорганизмов и медицина», в котором были подведены итоги его собственных исследований в области генетики микроорганизмов и были определены перспективы дальнейшей работы. Увы, этим планам уже не суждено было сбыться.
21 июня 1977 года академик Владимир Дмитриевич Тимаков скоропостижно скончался в Москве. Похоронен на Новодевичьем кладбище.

## Награды и звания
- Герой Социалистического Труда (21 июля 1975 года)
- три ордена Ленина
- орден Октябрьской революции
- два ордена Трудового Красного Знамени
- заслуженный деятель науки Туркменской ССР (1945)
- Сталинская премия второй степени (1952) — за коренное усовершенствование методов производства лечебно-профилактических препаратов
- Ленинская премия (1974) — за цикл исследований роли L-форм бактерий семейства микоплазм в инфекционной патологии
- Почётный доктор медицины Краковского университета (Польша)

## Память
- Именем академика Тимакова названы улицы Рязани, Томска и Новосибирска. В Новосибирске, в доме № 2 по улице Академика Тимакова расположено Сибирское отделение Российской академии медицинских наук[8].